# Marie Naumanová-Hovorková
Marie Naumanová-Hovorková (26. října 1897 Praha-Staré Město – 1986) byla česká spisovatelka.

## Životopis
Ve zdrojích je uváděn den narození 28. Rodiče Marie Naumanové-Hovorkové byli Josef Hovorka (1868–1927) krejčovský pomocník v Praze a Marie Hovorková-Kloudová (1871–1951). Její sourozenci byli: Josef Hovorka (1896–1917), Božena Mráčková-Hovorková (1899–1982), Oldřich Hovorka (1903–1982) a Václav Hovorka.
Marie Naumanová-Hovorková byla druhou ženou Jaroslava Horného-Naumana, českého spisovatele a básníka (roku 1946 si nechal změnit rodné jméno na Horný). Byla beletristka, autorka především knih pro mládež, psala články do Máje. 26. 12. 1920 vystoupila z církve katolické. Bydlela v Budňanech 129.

## Dílo

### Próza
- Dětství – Praha: Lidová Tribuna, 1922
- Drotar Mišo – ilustrace František Vrobl. Mladá Boleslav: Karel Vačlena, 1924
- Svět za městem – Praha: Volná myšlenka čsl., 1925
- Lavina: povídka – Praha: Život a práce, 1928
- Zakletý Jarášek – obrázky Marie Fischerová-Kvěchová. Praha: Edvard Fastr, 1940
- Povídej mámo!: 10 pohádek pro děti – obrázky nakreslil Jaroslav Vodrážka. Praha: Edvard Fastr, 1941
- Po dobrém: deset příběhů – obrázky Marie Fischerová-Kvěchová. Praha: Edvard Fastr, 1943
- U studánky: hrst postřehů z přírody – ilustrovala Věra Fridrichová. Praha : Edvard Fastr, 1946
- Náš Kašpárek – obrázky Marie Fischerová-Kvěchová. Praha: Edvard Fastr, 1948
- Vilma Vrbová – Praha: NČSVU – Nakladatelství československých výtvarných umělců, 1960
- Antonín Slavíček 1870–1910 – 1965
- Jaro na paloučku – leporelo, ilustrace/foto Zdeněk Kondelík. Praha: Orbis, 1974